# Eric Rydbeck
Eric Olof Rydbeck (Rydbäck), född 17 augusti 1732 i Ringarums socken, Östergötlands län, död 14 januari 1795 i Vadstena, Östergötlands län, var en svensk läkare, författare, målare och tecknare.
Han var son till kyrkoherden Olof Rydbeck och Christina Engia och gift med Inga Elisabeth Kullander samt far till konstnären Olof Rydbeck. Som författare gav han ut ett par diktsamlingar under namnet Plåckegodis 1792-1794 och som konstnär utförde han bland annat ett porträtt i olja av kyrkoherde Olof Reftelius som förvaras vid Håbo-Tibble kyrka i Uppland. Bland hans andra kända arbeten märks arkitekturteckningen Vue du Chateau de Wadstena du coté d´occident.